# South Ronaldsay

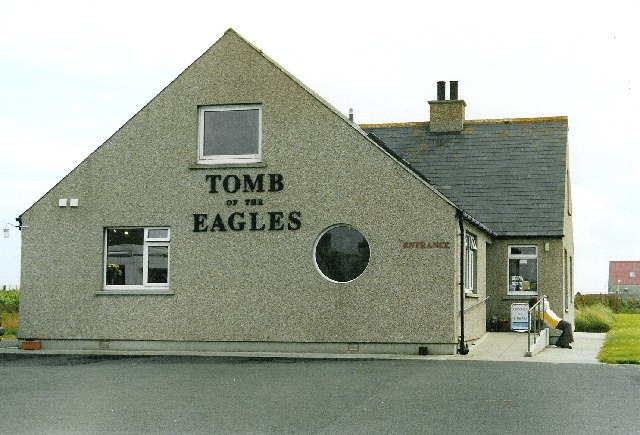
Ronnie Simisons privates Museum für Liddle und Tomb of the Eagles

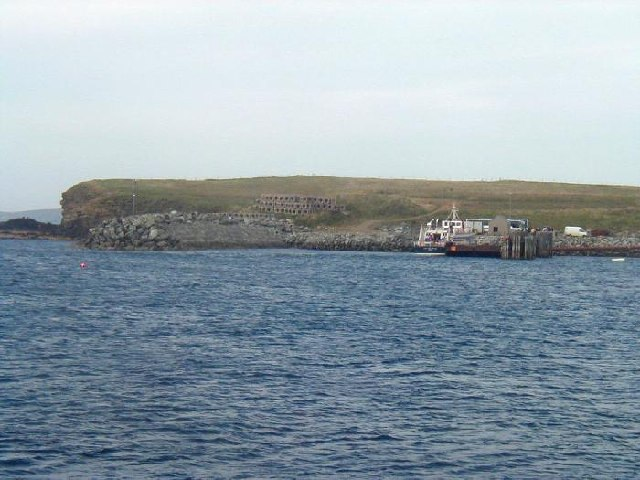
Burwick Pier

South Ronaldsay ist die südlichste bewohnte der Orkney-Inseln und hat bei einer Länge (Nord - Süd) von 12 km und einer maximalen Breite von 8,5 km eine Fläche von 49,8 km². Ihr Name leitet sich von „Rognvalds südlicher Insel“ ab. Höchste Erhebung der fast baumlosen Insel ist der im Zentrum gelegene 119 m hohe Ward Hill. 
Hauptort der 909 Einwohner (Stand: 2011) zählenden Insel und Ausflugsziel der Bewohner von Kirkwall ist der alte Fähr- und Fischereihafen St Margaret’s Hope an der Nordküste. Hier soll im Jahre 1290 n. Chr. die gleichnamige 7-jährige norwegische Prinzessin verstorben sein (bekannt als „Mädchen von Norwegen“), das Königin von Schottland werden sollte. 

## Geschichte
Im Nordwesten von South Ronaldsay liegt der kleine, während der Blüte der Heringsfischerei in der ersten Hälfte des 19. Jahrhunderts entstandene Fischerort „Herston Village“, mit der „St Peter’s Kirk“ in der ein Piktischer Symbolstein aufbewahrt wird. Südlich davon liegen die beeindruckenden Klippen und Felsformationen von Harrabrough. Nur wenige hundert Meter nördlich liegen die Ruinen des Brochs Howe of Hoxa. Hier soll der Sage nach im Jahre 963 oder 976 der Jarl Thorfinn Skullsplitter (deutsch „der Schädelspalter“) begraben worden sein. Ganz im Westen der Insel befinden sich am Hoxa Head Reste von Geschützstellungen, die die strategische Bedeutung der Insel im Zweiten Weltkrieg widerspiegeln. Ein weiteres Vorzeitdenkmal ist der Broch von Windwick. Die im Süden gelegene Liddle Farm hat ein Privatmuseum nahe zweier Ausgrabungsstätten. Hier befindet sich Banks tomb und der Isbister Cairn zwei etwa 5000 Jahre alte Megalithanlagen. In der Nachbarschaft sind die Reste des Liddle Burnt Mound einem bronze- oder eisenzeitlichen Ancient cooking place zu besichtigen. Zahlreiche Fundstücke, die der Besitzer der Farm, R. Simison, zum Teil selbst ausgegraben hat (darunter einige Schädel), können in seinem kleinen Privat-Museum besichtigt werden. 2010 wurde mit der Ausgrabung der Anlage Banks Tomb begonnen. Es ist eine ungestört aufgefundene Megalithanlage vom Maeshowe-Typ die einiges an Erkenntnissen verspricht. Eine weitere Sehenswürdigkeit im Süden der Insel ist die Old St. Mary’s Church bei Burwick. Die heutige Kirche steht auf der vermeintlich älteste Gründung auf Orkney und damit Schottlands. Hier wird der „Church Stone“ aufbewahrt. Der runde graue Stein ist ein Inaugurationsstein, in den zwei Fußabdrücke eingetieft sind. Ähnliche Steinabdrücke gibt es in Dunadd und auf den Shetlands. 

## Verkehr
Fährverbindungen bestehen ab St Margaret’s Hope zum schottischen Hafen Gill’s Bay (Ro-Ro-Fähre der Pentland Ferries Ltd.) und ab Burwick Pier im Süden mit der Personenfähre nach John o’ Groats (JOG-Ferries). Zur Hauptinsel der Orkney, Mainland mit dem (Hauptort) Kirkwall und dem Flughafen, führt eine im Zweiten Weltkrieg gebaute Straße, die über die Nachbarinseln (Burray) und die vier Dämme der Churchill Barriers führt. Es bestehen Busverbindungen nach Kirkwall. Auf South Ronaldsay können Gäste in Hotels und Privatquartieren unterkommen.